# Elasto Mania
Az Elasto Mania egy 2000-ben megjelent, magyar fejlesztésű platformjáték. A játékos egy részben rugalmas motorkerékpárt irányít. A játékosok az interneten is összemérhetik egymással az idejüket.

## Játékmenet
A játékos egy motorost irányít, és újra kell kezdenie az adott szintet, ha a feje vagy a kerékpár kerekei hozzáérnek az egyik forgó tüskés kerekhez, vagy ha a feje egy szilárd szerkezethez (például falhoz) ér.  A szinten található összes almát össze kell gyűjteni, mielőtt a játékos megérintheti a virágot és továbbléphet a következő szintre. Csak a motoros feje és kerekei lépnek kapcsolatba a pályával, a teste sérülés nélkül érintkezhet a falakkal.
A fizikai modell, például a váz rugalmassága, trükkök széles skáláját teszi lehetővé. Ezek a sebesség növelését célzó finom manőverektől a drámaibbakig terjednek, mint például a fizikai modell egy reprodukálható hibájának kihasználása, amely lehetővé teszi, hogy a motorral felfelé ugorjanak a levegőben.

## Verziók
Az Elasto Mania-t Rózsa Balázs készítette az 1997-es Action SuperCross című játéka folytatásaként. A fő különbség a két játék között a fizika enyhe változása és tizenkét pálya hozzáadása. A demóváltozat 18 hivatalos pályát tartalmaz, míg az eredeti teljes változat 54-et. Ezeken a hivatalos "belső" pályákon kívül számos "külső", rajongók által létrehozott pálya található az interneten, bizonyos esetekben pályacsomagokba gyűjtve.
Az Elasto Mania legújabb hivatalos javítása a v1.11a. A nem hivatalos javítások fejlesztése nyomán megjelent a v1.3, amely online többjátékost is tartalmaz.
2014 augusztusában jelent meg az Elasto Mania 2 hivatalos IOS-alkalmazásként.
2017-ben az Elasto Mania 2 Microsoft Windows operációs rendszerre is megjelent.
2020 májusában jelent meg a Steam játékplatformon az eredeti Elasto Mania felújított változata Elasto Mania Remastered néven. Ezt már nem Rózsa Balázs készítette. A jogokat eladta, és egy új (szintén Magyar) csapat dolgozott a felújításon és a későbbi konzolos megjelenéseken. A játék alapjaiboz (fizika/grafika) nem nyúltak, csupán felfrissítették, és néhány új pályacsomagot, és funkciót építettek be.
Még 2020-ban az Elasto Mania 2 és az Action Supercross is megjelent a Steamen, és a három játékból álló, kedvezményes Trilogy Pack is elérhetővé vált.
2022-ben az Elasto Mania Remastered megjelent a Nintendo Switch, Sony Playstation 4 és 5, valamint a Microsoft Xbox konzolokon; illetve PC-re a GOG.com- on keresztül is elérhető.
2024 március elején, előbb az Action SuperCross, majd később a hónap végén az Elastomania 2 konzolos változata is elkészült. 2024 szeptemberében pedig elérhetővé vált a Trilogy Pack is.